# Bacaba

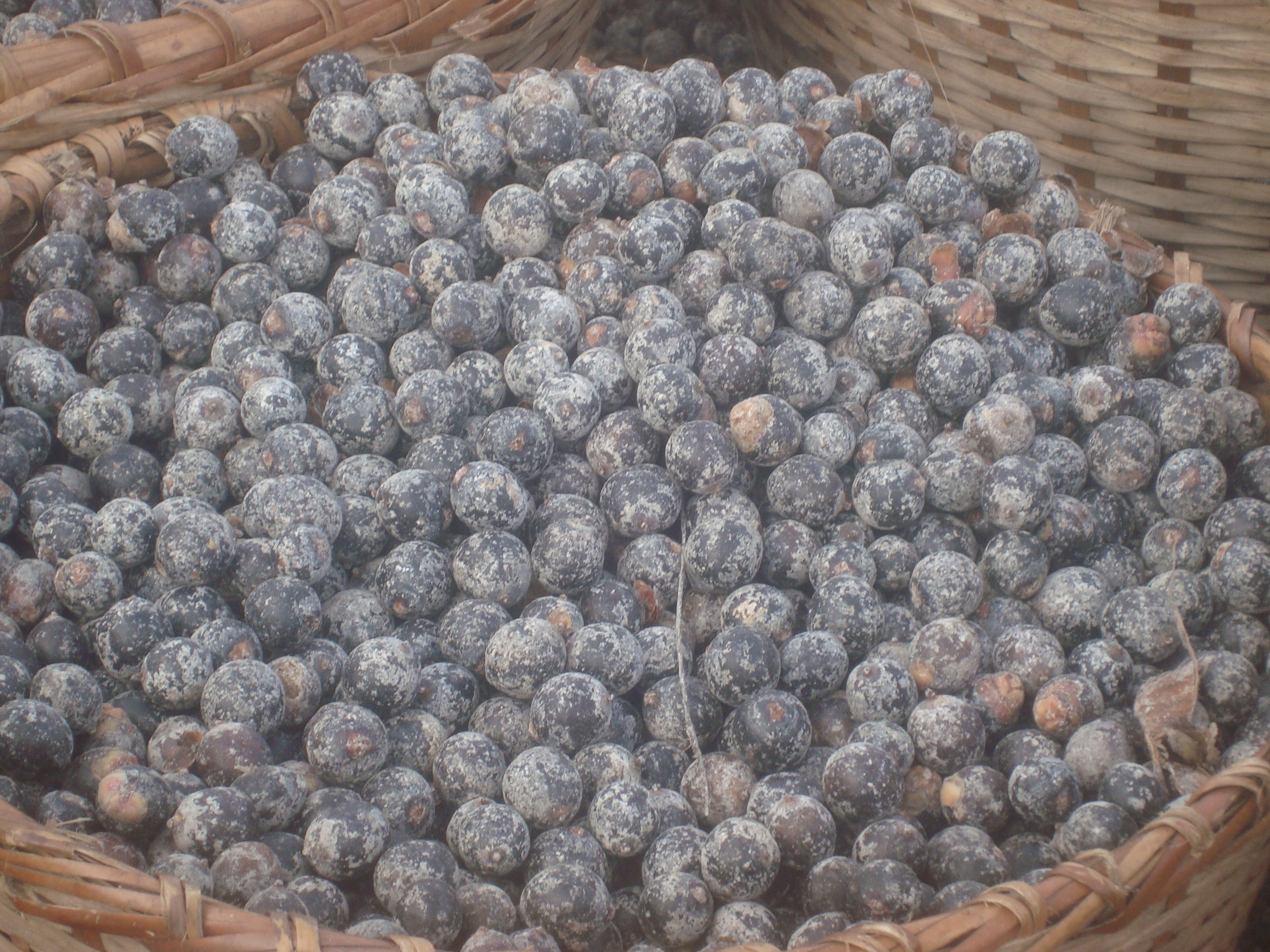
Fruta da bacaba

A bacaba, bacaba-açu ou bacaba-verdadeira (Oenocarpus bacaba) é uma palmeira nativa da Amazônia. Distribui-se por toda Bacia Amazônica, com maior freqüência no Amazonas, Pará, Acre, Tocantins e no sul do Maranhão. Possui como habitat a mata virgem alta de terra firme. Também se acha na floresta do Pacífico, no oeste da Colômbia. É uma palmeira monocaule de porte alto e estipe liso. Pode atingir até 20 metros de altura e 20 a 25cm de diâmetro.
O fruto é uma drupa subalongado quando jovem, subglobosa quando adulto podendo atingir até 3,0 gramas. A propagação é feita por sementes que germinam entre 60 e 120 dias, apresentando crescimento lento. É arredondada, de casca roxa e polpa branco-amarelada, rica em um óleo, de cor amarelo-clara, usado na cozinha.
A polpa do fruto é utilizada no preparo do "vinho de bacaba". A polpa é extraída do fruto desta palmeira, a qual dá frutos em cachos com dezenas de caroços. Os cachos pesam normalmente 6 a 8 quilos, podendo ocorrer, no entanto, exemplares com mais de 20 quilos. Para a obtenção da bebida, procede-se da mesma forma que no preparo do açaí. Obtém-se, assim, um líquido de cor parda, servido gelado com açúcar, farinha de tapioca ou farinha-d'água. Deliciosa e refrescante, a bacaba é, no entanto, menos popular que o açaí. É muito usada também para fazer sorvetes.

## Etimologia
O nome provém do tupi antigo e significa "fruto gorduroso", de ybá, fruto, e kaba, gordura, fazendo referência a seu fruto rico em óleo.
Existe uma cidade no Maranhão chamada Bacabal que recebeu este nome devido à grande quantidade dessa fruta existente ali nos primórdios de seu povoamento. A capital amapaense, Macapá, também recebeu influência em seu nome, cuja toponímia é de origem tupi Nheengatu, como uma variação de "macapaba", que quer dizer "lugar de muitas bacabas".

## Óleo de bacaba
Óleo Bacaba é esverdeado e perfumado, com propriedades físico-químicas semelhantes às do azeite de oliva. Altos níveis de ácidos graxos insaturados como o oleico e linoleico proporcionam propriedades emolientes ao óleo de Bacaba, tornando-o adequado para o uso na pele. 

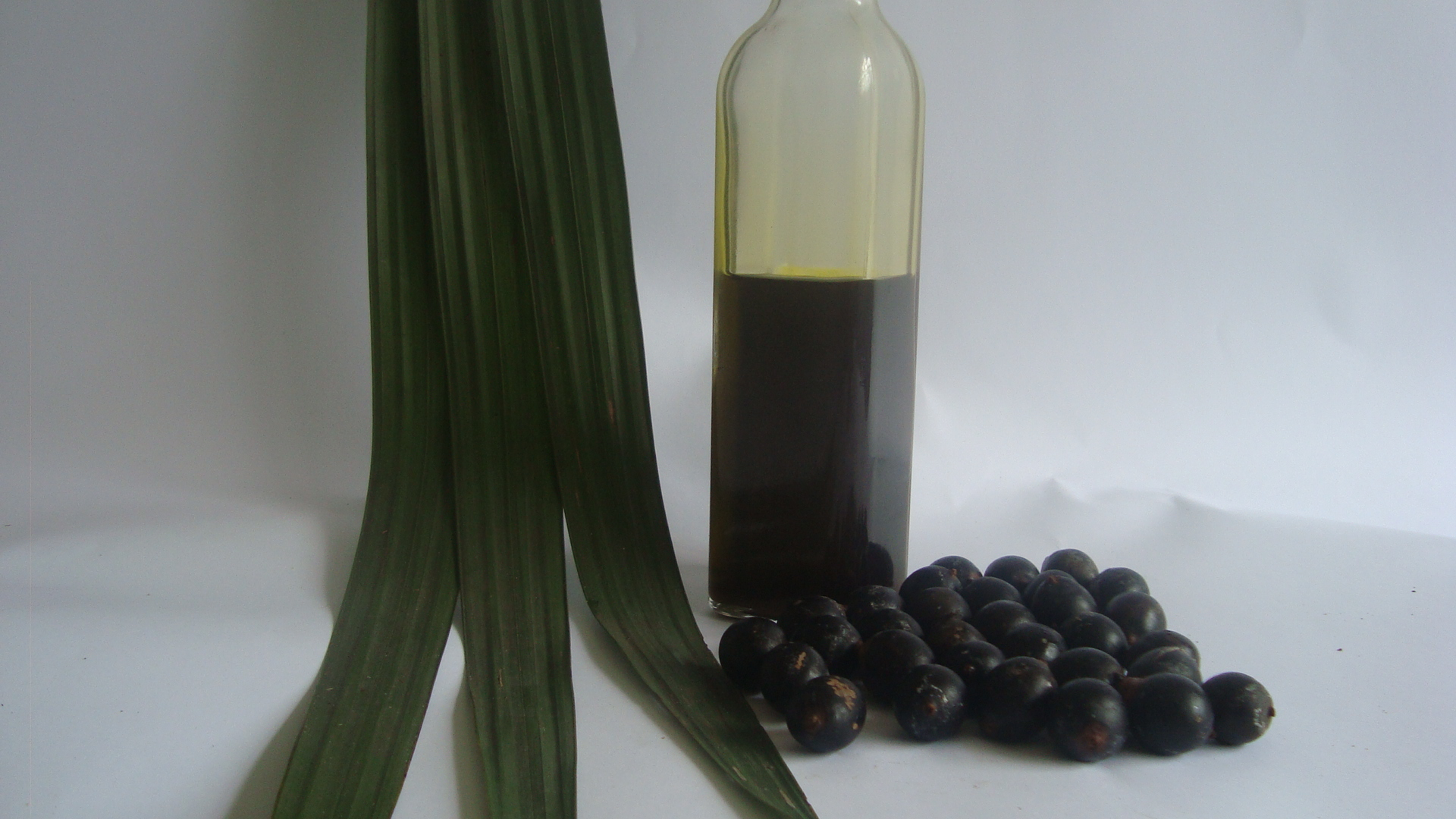
Óleo virgem de Bacaba

Composição dos acidos graxos do óleo de Bacaba
| Acido palmítico    | % Peso | 13,0 - 15,0 |
| Ácido palmitoleico | % Peso | 3,5 - 5,0   |
| Ácido esteárico    | % Peso | 4,0 - 7,0   |
| Acido oleico       | % Peso | 50,0 - 65,0 |
| Ácido linolênico   | % Peso | 7,0 - 16,0  |
| Ácido behenico     | % Peso | 6,0 - 10,0  |
| Saturado           | %      | 33          |
| Insaturado         | %      | 67          |